# Стоян, Надежда Афанасьевна
Надежда Афанасьевна Стоян (род. 14 сентября 1927, Висунск, Николаевский округ) — украинский советский деятель, новатор сельскохозяйственного производства, трактористка колхоза имени Ленина Березнеговатского района Николаевской области. Герой Социалистического Труда (23.06.1966). Депутат Верховного Совета УССР 6—8-го созывов.

## Биография
Родилась 14 сентября 1927 года в селе Висунск Березнеговатского района (ныне — Николаевской области) в горожанской-посадской семье.
В 1941 году окончила шесть классов школы села Висунск Николаевской области.
Трудовую деятельность начала весной 1944 года кухаркой в тракторной бригаде села Висунск. В 1945 году окончила курсы трактористов при Висунской машинно-тракторной станции Николаевской области.
С 1945 года — трактористка Висунской машинно-тракторной станции (МТС) Березнеговатского района Николаевской области.
С 1959 года — трактористка колхоза имени Ленина села Висунск Березнеговатского района Николаевской области. Выполняла норму выработки на 250 %. На 1971 год — механик по технике безопасности колхоза имени Ленина села Висунск Березнеговатского района Николаевской области.
Потом — на пенсии в городе Николаев Николаевской области.

## Награды
- Герой Социалистического Труда (23.06.1966);
- орден Ленина (23.06.1966);
- орден Трудового Красного Знамени (26.02.1958);
- Медаль «За доблестный труд в Великой Отечественной войне 1941—1945 гг.» (1945);
- медали;
- Заслуженный механизатор сельского хозяйства Украинской ССР.